# Brighton & Hove Albion W.F.C.
Brighton & Hove Albion Women Football Club er en engelsk fodboldklub for kvinder, der er en afdeling af Brighton & Hove Albion. Klubben blev etableret i 1991 og spiller deres hjemmekampe på Broadfield Stadium. Klubben spiller pr. 2019 i Women's Super League. Træneren siden juli 2017, tidligere landsholdstræner for Englands kvindefodboldlandshold Hope Powell.

## Klubbens historie
Under klubbens originale navn Brighton GPO nåede klubben semifinalen i FA Women's Cup i 1975–76. I 1990, blev de knyttet til herreklubben og var en af grundlæggerne til den nye kvinde Premier League Division 1 South i 1991–92..
Inden den klubben blev tilknyttet Brighton & Hove Albion F.C., spillede klubben tre kampe på Goldstone Ground, det gamle hjemsted for Brightons herreside, mod Milton Keynes, Horsham og Whitehawk.
I 2015, fremlagde klubben en femårsplan til at nå landets bedste kvindelige række FA Women's Super League og kvalifikation til UEFA Women's Champions League. Den sæson, glippede holdet dog oprykning til FA WSL 2, ved at slutte på andenpladsen til Portsmouth. I 2015–16-sæsonen vandt de den sydlige division og den efterfølgende slutspil mod Northern Champions Sporting Club Albion. Efter play-off sejren blev deres oprykning, var deres oprykning til FA WSL 2 en realitet.
Holdet oprykkede så til den bedste række FA Women's Super League, til sæsonen 2018-19, efter deres ansøgning om at oprykning blev godkendt af The Football Association, som følge af en omstrukturering. I forbindelse med offentliggørelsen af oprykningen, afslørede klubben også at de flyttede hjemmebane til Crawley Towns Broadfield Stadium, til førsteholdskampe.

## Aktuel trup
Oversigten er opdateret til og med 30. august 2021.
| Nr. | Land     | Position | Spiller                   |
| --- | -------- | -------- | ------------------------- |
| 1   | Irland   | MM       | Megan Walsh               |
| 2   | Finland  | FO       | Emma Koivisto             |
| 3   | England  | FO       | Felicity Gibbons          |
| 4   | England  | MI       | Danielle Bowman (anfører) |
| 5   | Holland  | FO       | Danique Kerkdijk          |
| 6   | England  | FO       | Maya Le Tissier           |
| 7   | England  | AN       | Aileen Whelan             |
| 8   | Irland   | MI       | Megan Connolly            |
| 9   | Sydkorea | AN       | Lee Geum-min              |
| 10  | Holland  | MI       | Inessa Kaagman            |
| 12  | England  | AN       | Libby Bance               |
| 15  | Wales    | AN       | Kayleigh Green            |

| Nr. | Land    | Position | Spiller                         |
| --- | ------- | -------- | ------------------------------- |
| 16  | England | AN       | Ellie Brazil                    |
| 17  | Sverige | FO       | Emma Kullberg                   |
| 18  | England | AN       | Danielle Carter                 |
| 19  | England | MI       | Emily Simpkins                  |
| 20  | England | FO       | Victoria Williams               |
| 21  | Sverige | MI       | Julia Zigiotti Olme             |
| 24  | England | MI       | Maisie Symonds                  |
|     | England | MM       | Fran Stenson (leje fra Arsenal) |

### Trænerteam
| Position         | Navn             |
| ---------------- | ---------------- |
| Cheftræner       | Hope Powell      |
| Assistenttræner  | Amy Merricks     |
| Målvogtertræner  | Alex Penny       |
| General Manager  | Polly Bancroft   |
| Konditionstræner | Ivo Nunez Miguel |
| Fysioterapeut    | Lisa Walsh       |
| Analytiker       | Edward Filmer    |
| Læge             | Dr. Timothy Buck |
| Kit Manager      | Maurice Bane     |

## Danskere spillere i klubben
- Matilde Lundorf (2019-2020)